# 詹尼·科曼迪尼
詹尼·科曼迪尼（義大利語：Gianni Comandini，1977年5月18日—），意大利男子足球运动员，司职前锋。他曾代表意大利国奥队参加2000年夏季奥林匹克运动会足球比赛，获得第五名。